# ويلي سميث (كرة سلة)
ويلي سميث (بالإنجليزية: Willie Smith)‏ مواليد 26 أكتوبر 1953 في لاس فيغاس، هو لاعب كرة سلة أمريكي معتزل. بدأ مسيرته الاحترافية في سنة 1976. تم اختياره من قبل فريق شيكاغو بولز خلال الدرافت. يبلغ طوله 6 قدم 2 بوصة (1.9 م). اعتزل اللعب في 1984.

## المسيرة الاحترافية
لعب مع شيكاغو بولز في سنة 1976، ثم لعب مع إنديانا بايسرز في سنة 1977، ثم لعب مع بورتلاند ترايل بلايزرز في موسم 1978–1979، ثم لعب مع كليفلاند كافالييرز في موسم 1979–1980.

## روابط خارجية
- ويلي سميث على موقع إن بي أي (الإنجليزية)
- ويلي سميث على موقع سبورتس رفرنس (الإنجليزية)
- ويلي سميث على موقع كلية كرة السلة في سبورتس رفرنس.كوم (الإنجليزية)
- ويلي سميث على موقع ريلجم (الإنجليزية)
- ويلي سميث على موقع بروبوليرز (الإنجليزية)